# コネクトベース垂井
コネクトベース垂井（コネクトベースたるい）は、岐阜県不破郡垂井町の公共施設（テレワーク施設）。

## 概要
垂井町ビジネス拠点施設であり、サテライトオフィス及びテレワークのためのコワーキングスペースを整備し、地域経済を活性化することを目的とする。2024年（令和6年）12月1日開館。
建物は廃園となった旧・垂井東保育園（1974年竣工）を改修したものである。
名称は、て町内外の人々が繋がる場、垂井宿が中山道と美濃路を結ぶ地であったことから名づけられた

## 施設概要
- サテライトオフィス - 4部屋
- コワーキングスペース
- クラフトスペース
- コワーキングスペース・セミナースペース
- コミュニティスペース
- 垂井町商工会

## 交通アクセス
- JR東海道本線垂井駅下車、徒歩約5分。